# برنت بوزل
ليو برينت بوزيل الثالث (/boʊˈzɛl/؛ وُلد في 14 يوليو 1955)[بحاجة لمصدر] هو ناشط وكاتب محافظ أمريكي. بوزيل هو مؤسس مركز أبحاث الإعلام، وهي منظمة تهدف إلى تحديد التحيز الإعلامي الليبرالي.

## الحياة المبكرة والتعليم
بوزل هو أحد عشرة أبناء لـ برنت إل. بوزل جونيور وباتريشيا باكلي بوزل. وهو ابن شقيقة الكاتب المحافظ ومؤسس مجلة نشيونال ريفيو ويليام إف. باكلي جونيور، وكذلك شقيق عضو مجلس الشيوخ الأمريكي السابق جيمس إل. باكلي، وذلك من جهة والدته باتريشيا. ينحدر بوزل من أصول أيرلندية وألمانية وإنجليزية. كان والده شريك ويليام إف. باكلي جونيور في المناظرات أثناء دراستهما في جامعة يال وناشطًا محافظًا.
حصل بوزل على شهادة بكالوريوس الآداب في التاريخ من جامعة دالاس المعمدانية عام 1977.

## المهنة
انضم بوزل إلى منظمة أُغلقت لاحقًا تُسمى اللجنة الوطنية للعمل السياسي المحافظ، حيث عمل مع مؤسسها تيري دولان لدعم انتخاب سياسيين محافظين.
أدار بوزل مشروع مؤسسة المحافظين الوطنية ضمن ما يعرف بمؤتمر العمل السياسي المحافظ،، حيث كان يدير مناظرات حول تحيز وسائل الإعلام في الولايات المتحدة.

### مركز أبحاث الإعلام
في عام 1987، أسس بوزل مركز أبحاث الإعلام، وهي منظمة تهدف إلى تحديد ما يُعتقد أنه تحيز ليبرالي في وسائل الإعلام.
في عام 1998، أسس بوزل منظمة تُدعى Conservative Communications Center. كما أطلق مركز أبحاث الإعلام موقع CNSNews، وهو موقع خدمة الأخبار المحافظة، والذي أصبح يُعرف لاحقًا باسم خدمة أخبار سايبركاست، بالإضافة إلى عدة مواقع تابعة لمركز أبحاث الإعلام. ينشر مركز أبحاث الإعلام مقالات بوزل المتسلسلة، ونشرة يومية بعنوان CyberAlert لتوثيق ما يُعتقد أنه تحيز إعلامي، بالإضافة إلى تقارير بحثية حول وسائل الإعلام.
في أكتوبر 2006، أسس بوزل Culture and Media Institute، وهو فرع تابع لمركز أبحاث الإعلام، يهدف إلى تقليل ما يزعم أنه تأثير ليبرالي سلبي على الأخلاق والثقافة والحرية الدينية الأمريكية.